# Cher
|  | Per a altres significats, vegeu «Cher (desambiguació)». |

Cher (nascuda Cheryl Sarkisian, El Centro, Califòrnia, 20 de maig de 1946) és una actriu, cantant, compositora i artista estatunidenca. Entre els seus nombrosos èxits en música, televisió i cinema, ha guanyat un Oscar, un Grammy, un Emmy i tres Globus d'Or. Va estar casada amb Sonny Bono, amb qui va formar el grup Sonny & Cher, i és mare de Chaz Bono. La seva extensa carrera com a cantant, sumada amb la seva extravagància artística, la seva influència en la televisió durant la dècada dels setanta, la seva incursió en diversos gèneres musicals, així com el seu notable treball al cinema, l'han convertit en una de les artistes més influents de la cultura pop arreu del món.

## Biografia

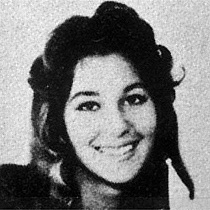
Cher el 1960.

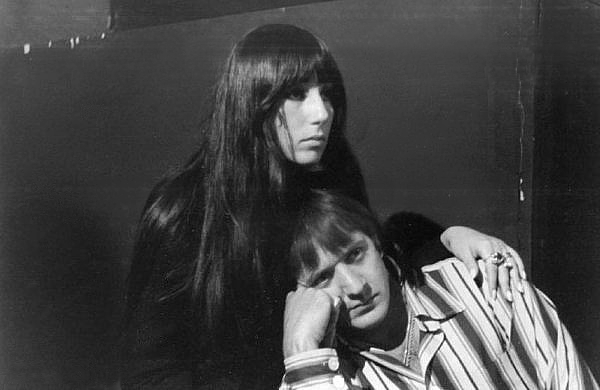
Sonny & Cher el 1966.

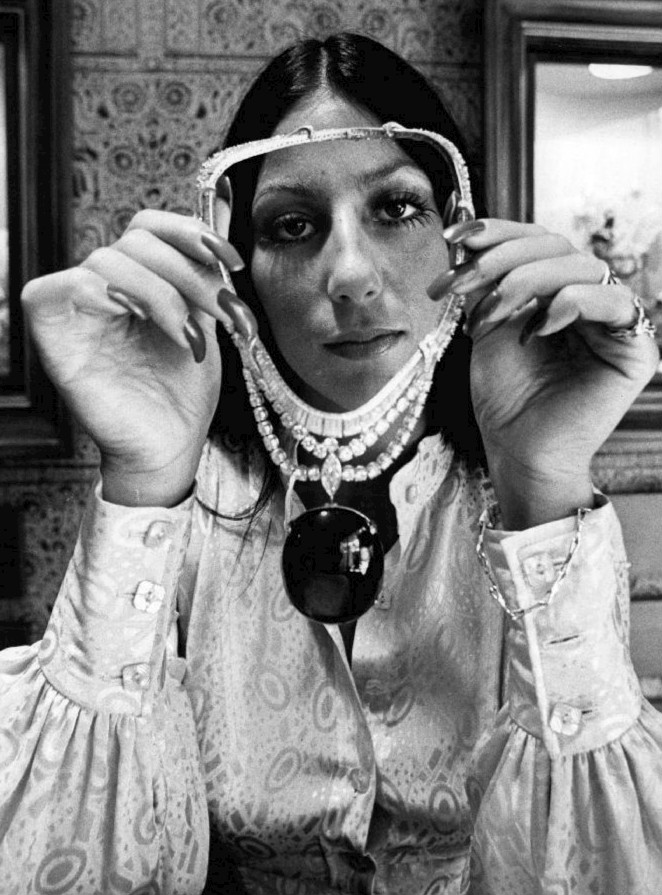
Cher a The Sonny & Cher Comedy Hour el 1971.

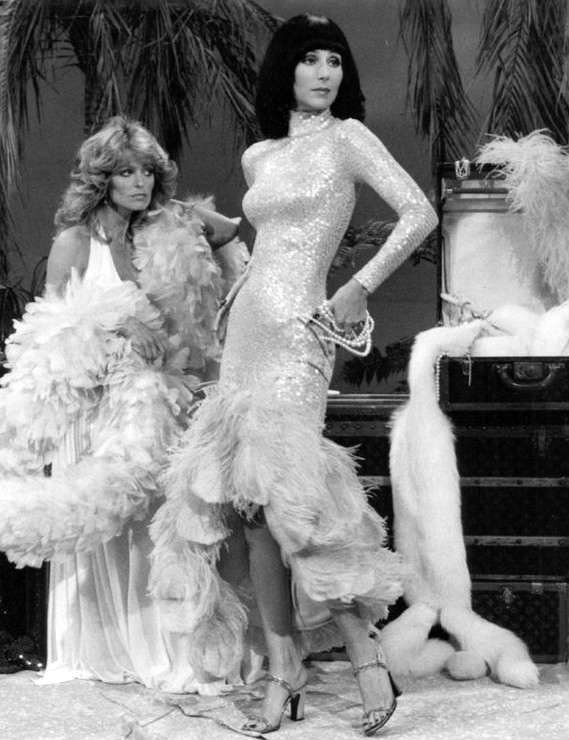
Cher (davant) amb l'actriu Farrah Fawcett (darrere) a The Sonny & Cher Show

Va saltar a la fama el 1960 com a part del duo Sonny & Cher, popularitzat gràcies al seu estil i so hippie que va competir reeixidament amb altres tendències de l'època com la invasió britànica i el so Motown. En finalitzar la dècada, Cher va ressorgir com a estrella de televisió amb The Sonny & Cher Comedy Hour i The Cher Show, programes d'èxit que li van atorgar popularitat i la van establir com una «icona» de la pantalla petita. Al mateix temps, es va establir com a cantant prolífica, amb cançons com: «Bang Bang (My Baby Shot Me Down)», «Gypsys, Tramps & Thieves», «Half-Breed» i «Dark Lady». Després de la separació del duo el 1975, va aconseguir l'èxit en la música disco i es va convertir en una de les atraccions de més èxit a Las Vegas.
Durant els vuitanta, va fer incursions a Broadway i es va convertir en una de les actrius més aclamades de la dècada, protagonitzant pel·lícules taquilleres com Silkwood, Les bruixes d'Eastwick i Encís de lluna, amb la qual va guanyar l'Oscar a la millor actriu. A partir de 1987, va revitalitzar la seva carrera musical llançant una sèrie d'àlbums i senzills de gènere rock que van dominar les llistes d'èxits, com «I Found Someone», «If I Could Turn Back Time» i «The Shoop Shoop Song (It's in His Kiss)». El 1998 va llançar la producció més reeixida de la seva carrera, «Believe», cançó que va liderar les llistes de popularitat a escala mundial i es va convertir en un dels senzills més venuts de tots els temps, a més de ser pioner en un nou mètode de producció musical anomenat «Efecte Cher». Es va retirar dels escenaris el 2005 en finalitzar Living Proof: The Farewell Tour, catalogada en el seu moment pel Llibre Guinness dels rècords com la gira més reeixida per part d'una solista. El 2008, va signar un contracte per 180 milions de dòlars amb el Caesars Palace de Las Vegas per a la realització de l'espectacle Cher at the Colosseum, el qual va culminar el 2011.
Cher és una de les poques artistes que ha triomfat en diverses àrees de l'entreteniment i, encara que la seva carrera ha sofert sonors alts i baixos, s'ha mantingut vigent durant cinquanta anys. Ha guanyat els màxims reconeixements en la indústria de la música, el cinema i la televisió; té un Oscar, un Grammy, tres Globus d'Or, un Emmy i el premi a la millor actriu en el Festival de Cinema de Cannes. Ha venut més de 100 milions de discos al llarg de la seva carrera, convertint-se en una de les artistes amb més vendes de tots els temps. És l'única cantant que ha entrat a les llistes d'èxit Billboard durant les últimes sis dècades i és la dona de més edat que ha arribat al cim del Hot 100. Va ser nominada per la revista Goldmind com «l'artista de més alt nivell» i per Chicago Tribune com la dona que «va preparar el camí a altres cantants com Madonna o Lady Gaga ». Va ser portada de la revista Time el 1975, consagrant-se com una icona inqüestionable de la indústria de l'entreteniment. Ha exercit com a feminista, activista de diverses causes socials i defensora de la comunitat LGBT. Pel seu ampli sentit de renovació i reinvenció, els seus continus canvis de so i imatge i la seva àmplia influència a la cultura pop, va ser proclamada com a «Deessa del Pop».

## Imatge pública

### Moda

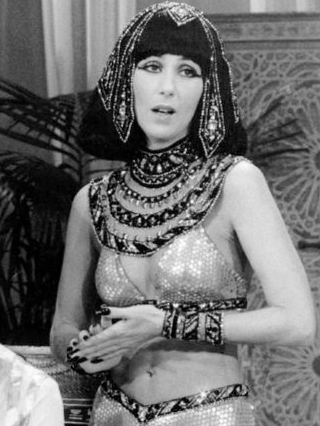
Cher exposant el seu melic per a una escena d'una novel·la egípcia a The Sonny and Cher Show, 1977

Cady Lang de la revista Time va descriure Cher com un "fenomen cultural [que] ha canviat per sempre la manera de veure la moda de les celebritats". Cher va sorgir com una marca de tendències de moda a la dècada de 1960, popularitzant la "moda hippie amb pantalons de campana, bandanes i túniques d'inspiració Cherokee". Va començar a treballar com a model l'any 1967 per al fotògraf Richard Avedon després que l'aleshores editora de la revista Vogue Diana Vreeland la descobrís en una festa per a Jacqueline Kennedy aquell any.
Avedon va fer la polèmica foto de Cher amb un vestit nu amb perles i plomes dissenyat per Bob Mackie per a la portada de la revista Time el 1975; Brooke Mazurek de la revista Billboard el va descriure com "un dels aspectes més recreats i monumentals de tots els temps". Cher va portar el vestit per primera vegada a la Gala del Met de 1974. Segons André Leon Talley de la revista Vogue, "era realment la primera vegada que hi assistia una celebritat de Hollywood, i ho va canviar tot. Encara estem veient versions d'aquest aspecte a la catifa vermella del Met 40 anys després."Billboard va escriure que Cher "ha transformat la moda i es va convertir en una de les icones d'estil més influents de la història de la catifa vermella".
A través dels seus programes de televisió dels anys 70, Cher es va convertir en un símbol sexual amb els seus vestits inventius i reveladors dissenyats per Mackie, i va lluitar contra els censors de la xarxa per mostrar el seu melic. Encara que Cher s'ha atribuït erròniament ser la primera dona que va exposar el seu melic a la televisió (p. ex. Nichelle Nichols, BarBara Luna i Diana Ewing a la sèrie de televisió Star Trek dels anys 60), va ser la més destacada en fer-ho des de l'establiment del Codi de pràctiques americà per a emissores de televisió el 1951, que va impulsar els censors de la xarxa a prohibir l'exposició del melic a la televisió nord-americana. La gent va anomenar Cher la "pionera de la bella panxa". L'any 1972, després que aparegués a les llistes anuals de "Dones millor vestides", Mackie va declarar: "No hi ha hagut cap noia com Cher des de Dietrich i Garbo. És una estrella de l'alta moda que atrau persones de totes les edats."
El maig de 1999, després que el Council of Fashion Designers of America va reconèixer Cher amb un premi per la seva influència en la moda, Robin Givhan del Los Angeles Times la va qualificar de "visionària de la moda" per "aconseguir la nota justa de l'excés miserable contemporani". Givhan va fer referència a Tom Ford, Anna Sui i Dolce & Gabbana com "dissenyadors influents [que] han evocat el seu nom com a font d'inspiració i orientació". Va concloure que "el personatge de la showgirl nativa americana de Cher ara sembla personificar la pressa de la indústria de la moda per celebrar l'ètnia, l'adorn i l'atractiu sexual". Vogue va proclamar Cher "[el seu] creador de tendències de moda favorit" i va escriure que "[ella] va establir les bases per a les estrelles del pop i les celebritats avui", descrivint-la com "[e]ternament rellevant [i] la governant de la reinvenció extraordinària". Alexander Fury de The Independent va lloar Cher com "la icona de la moda definitiva" i va rastrejar la seva influència entre celebritats femenines com Beyoncé, Jennifer Lopez i Kim Kardashian, afirmant que "[l]es van graduar a l'escola Cher de no compartir mai l'escenari., amb qualsevol, o qualsevol cosa ... Estan intentant compartir el focus, tenir l'èxit de Cher."

### Aparença física

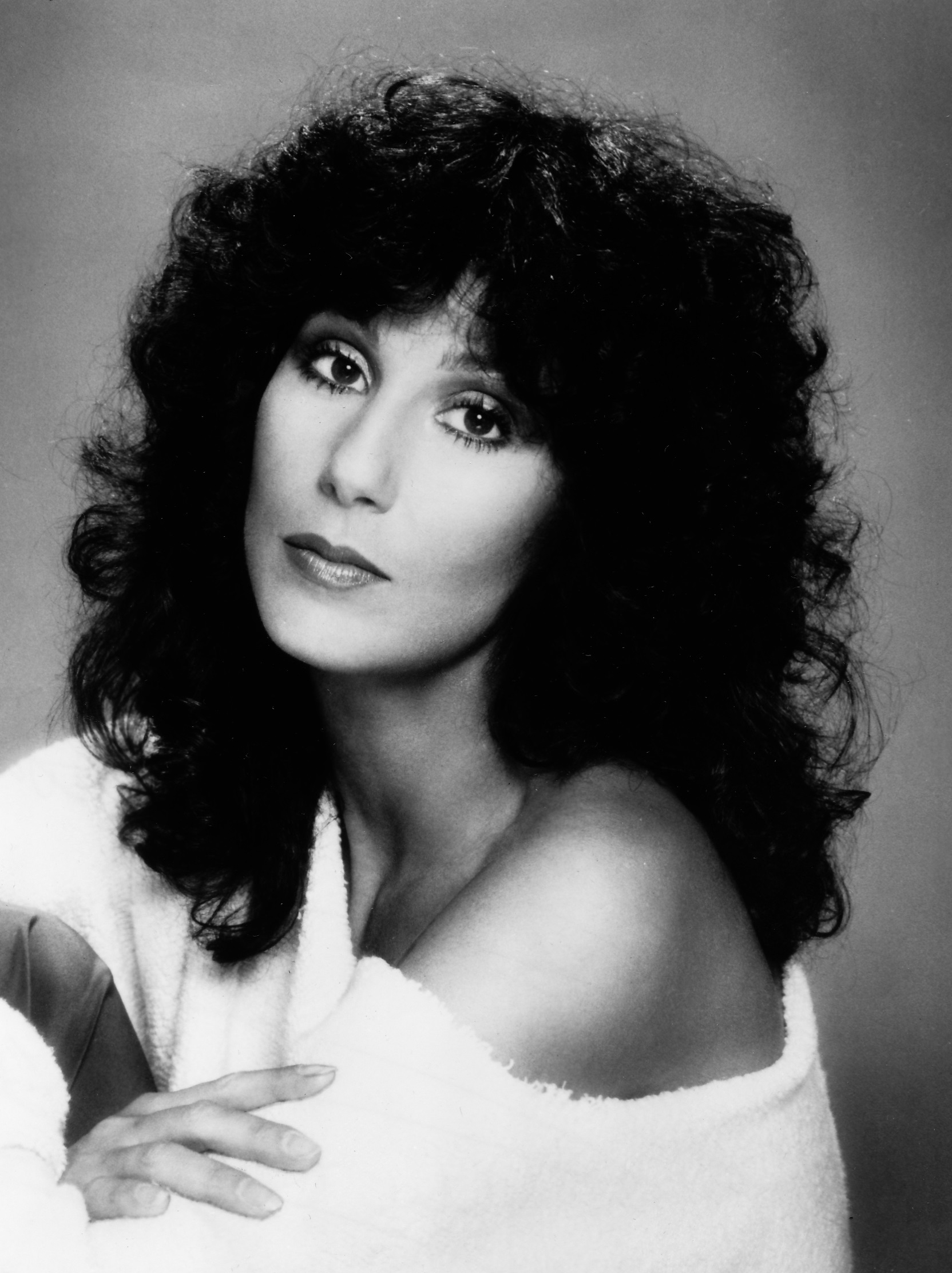
Foto publicitària de Cher dels anys 70

Cher ha cridat l'atenció dels mitjans per la seva aparença física, especialment la seva aparença juvenil i els seus tatuatges. Els periodistes l'han anomenada sovint la "noia del cartell" de la cirurgia plàstica. L'autor Grant McCracken, al seu llibre Transformations: Identity Construction in Contemporary Culture (2008), fa un paral·lelisme entre les cirurgies plàstiques de Cher i les transformacions de la seva carrera: "La seva cirurgia plàstica no és merament estètica. És hiperbòlic, extrem, per sobre ... Cher s'ha involucrat en una tecnologia transformadora que és dramàtica i irreversible." Caroline Ramazanoglu, autora de Up Against Foucault: Explorations of Some Tensions Between Foucault and Feminism (1993), va escriure que "Les operacions de Cher han substituït gradualment un aspecte fort, decididament 'ètnic' per un més simètric, delicat, 'convencional'. ... i una versió sempre juvenil de la bellesa femenina ... La seva imatge normalitzada ... ara actua com un estàndard contra el qual altres dones es mesuraran, jutjaran, disciplinaran i "corregiran" a si mateixes."
Cher té sis tatuatges. The Baltimore Sun la va anomenar "Ms. Original Rose Tattoo". Es va fer el seu primer tatuatge el 1972. Segons Sonny Bono, "anomenar-li tatuatges de papallona res era com ignorar una tempesta de sorra al Mojave. Aquest era exactament l'efecte que Cher volia crear. Li agradava fer coses pel xoc que van crear. Ella encara ho fa. Ella crearà una certa controvèrsia i després dirà als seus crítics que la mantinguin." A finals de la dècada de 1990, va començar a fer tractaments amb làser per eliminar els seus tatuatges. El procés encara estava en marxa als anys 2000. Ella va comentar: "Quan em vaig tatuar, només ho feien les noies dolentes: jo i Janis Joplin i nois ciclistes. Ara no vol dir res. Ningú s'estranya."
El 1992, el museu de cera Madame Tussauds va homenatjar Cher com una de les cinc "dones més belles de la història" mitjançant la creació d'una estàtua de mida natural. Va ocupar el lloc 26 a la llista de VH1 dels "100 artistes més sexys" publicada el 2002.
Cher va ser la inspiració de Mother Gothel, un personatge de ficció que apareix al llargmetratge d'animació Tangled (2010) de Walt Disney Pictures. El director Byron Howard va explicar que l'aspecte exòtic de Gothel, la bellesa, el cabell arrissat fosc i la figura voluptuosa de la qual van ser dissenyats deliberadament per servir de paper a Rapunzel, es basava en l'aspecte "d'aspecte exòtic i gòtic" de Cher, continuant que la cantant "definitivament era una de les persones que vam mirar visualment, pel que fa al que et dona un caràcter cridaner".

### Mitjans de comunicació social
La presència de Cher a les xarxes socials ha estat analitzat pels periodistes. Time la va nomenar "la comentarista més franca (i estimada) de Twitter". L'escriptora del New York Times, Jenna Wortham, va elogiar Cher pel seu ús de les xarxes socials, afirmant: "La majoria dels canals de xarxes socials de celebritats se senten dolorós i assedegats. ... A la seva manera, Cher és una atípica, potser l'última usuaria de Twitter d'alt perfil sense reconstruir que es va plantar davant del seu púlpit digital i va cridar (una mica) incomprensiblement, i va ser recompensada per això. En línia, l'autenticitat i l'originalitat són sovint mites curats amb cura. Cher prospera amb una versió de la nuesa i l'honestedat que poques vegades se celebra a la vista del públic." Monica Heisey, de The Guardian, va descriure el compte de Twitter de Cher com "una joia de la corona estranya d'Internet" i va comentar: "Si bé moltes celebritats utilitzen Twitter per a una autopromoció dissenyada amb cura, Cher només ho deixa passar".

### Com a icona gai
La reverència que tenen per Cher pels membres de la comunitat LGBT s'ha atribuït als èxits de la seva carrera, el seu sentit de l'estil i la seva longevitat. Cher es considera una icona gai, i sovint ha estat imitada per drag queens. Segons Thomas Rogers de la revista Salon, "[d] rag queens imiten dones com Judy Garland, Dolly Parton i Cher perquè van superar els insults i les dificultats en el seu camí cap a l'èxit, i perquè les seves narracions reflecteixen el dolor que pateixen molts homes gais en el seu camí. fora de l'armari". Segons Elio Iannacci de la revista Maclean's, Cher va ser "una de les primeres a portar l'arrossegament a les masses", ja que va contractar dues drag queens per actuar amb ella a la seva residència de Las Vegas el 1979. El paper de Cher com a lesbiana a la pel·lícula Silkwood, així com la seva transició a la música de ball i l'activisme social, han contribuït encara més a que esdevingui una icona gai. La comèdia de situació de la NBC Will & Grace va reconèixer l'estatus de Cher convertint-la en l'ídol del personatge gai Jack McFarland. Cher va actuar com a protagonista convidada dues vegades al programa, l'any 2000, fent de l'episodi " Gypsies, Tramps and Weed " (anomenat així després de la seva cançó de 1971 "Gypsys, Tramps & Thieves") la segona puntuació més alta de Will & Grace ' la història— i 2002.

## Discografia principal

### Sonny & Cher
- 1965: Baby Don't Go
- 1965: Look at Us
- 1966: The Wondrous World of Sonny & Cher
- 1967: In Case You're In Love
- 1967: Good Times
- 1967: The Best of Sonny & Cher
- 1971: Sonny & Cher Live
- 1971: All I Ever Need Is You
- 1973: The Two of Us
- 1973: Mama Was a Rock and Roll Singer...
- 1973: Live in Las Vegas Vol. 2
- 1974: Greatest Hits

### En solitari
| - 1965: All I Really Want to Do - 1966: The Sonny Side of Chér - 1966: Chér - 1968: With Love, Chér - 1968: Backstage - 1969: 3614 Jackson Highway - 1971: Gypsys, Tramps & Thieves - 1972: Foxy Lady - 1973: Bittersweet White Light - 1973: Half-Breed - 1974: Dark Lady - 1975: Stars - 1976: I'd Rather Believe in You | - 1977: Cherished - 1979: Take Me Home - 1979: Prisoner - 1982: I Paralyze - 1987: Cher - 1989: Heart of Stone - 1991: Love Hurts - 1995: It's a Man's World - 1998: Believe - 2000: Not.com.mercial - 2001: Living Proof - 2013: Closer to the Truth - 2018: Dancing Queen |

## Filmografia principal
| Any  | Títol                                                  | Paper                                        | Notes |
| ---- | ------------------------------------------------------ | -------------------------------------------- | --- |
| 1965 | Wild on the Beach                                      | Ella mateixa (com part del duo Sonny & Cher) | |
| 1967 | Good Times                                             | Ella mateixa (com part del duo Sonny & Cher) | |
| 1969 | Chastity                                               | Chastity                                     | |
| 1982 | Come Back to the Five and Dime, Jimmy Dean, Jimmy Dean | Sissy                                        | Nominació − Globus d'Or a la millor actriu secundària                                                                                     |
| 1983 | Silkwood                                               | Dolly Pelliker                               | Globus d'Or a la millor actriu secundària Nominació − Oscar a la millor actriu secundària Nominació − BAFTA a la millor actriu secundària |
| 1985 | Mask                                                   | Rusty Dennis                                 | Premi a la interpretació femenina (Festival de Canes) Nominació − Globus d'Or a la millor actriu dramàtica                                |
| 1987 | Sospitós (Suspect)                                     | Kathleen Riley                               | |
| 1987 | Les bruixes d'Eastwick (The Witches of Eastwick)       | Alexandra Medford                            | |
| 1987 | Encís de lluna (Moonstruck)                            | Loretta Castorini                            | Oscar a la millor actriu Globus d'Or a la millor actriu musical o còmica Nominació − BAFTA a la millor actriu                             |
| 1990 | Sirenes (Mermaids)                                     | Rachel Flax                                  | |
| 1992 | El joc de Hollywood                                    | Ella mateixa                                 | |
| 1994 | Prêt-à-porter                                          | Ella mateixa                                 | |
| 1996 | Fidelment teva (Faithful)                              | Margaret                                     | |
| 1996 | 9: The Last Resort                                     | Isadora                                      | Veu |
| 1996 | Si les parets parlessin                                | Dra. Beth Thompson                           | |
| 1999 | Tea with Mussolini                                     | Elsa Morganthal Strauss-Almerson             | |
| 2003 | Stuck on You                                           | Ella mateixa/Honey                           | |
| 2010 | Burlesque                                              | Tess                                         | Nominació − Grammy al millor àlbum de banda sonora per pel·lícula, televisió o altre mitjà visual                                         |
| 2011 | Zookeeper                                              | Janet the Lioness                            | Veu |
| 2018 | Mamma Mia! Here We Go Again                            | Ruby Sheridan                                | |
| 2020 | Bobbleheads: The Movie                                 | Cher                                         | Veu |

## Llibres
- Cher. Forever fit : the lifetime plan for health, fitness, and beauty (en anglès).  Nova York: Bantam Books, 1991. ISBN 0-553-07073-8.
- Ennis, Andy; Cher. «Prefaci». A: Cooking for Cher (en anglès).  New York, NY: Simon & Schuster, 1997. ISBN 0-684-81493-5.
- Cher; Coplon, Jeff. The First Time (en anglès).  Pocket Books, 1999-05. ISBN 978-0-671-03488-7.
- Fulbeck, Kip; Cher. «Prefaci». A: Mixed : portraits of multiracial kids (en anglès).  San Francisco, Calif.: Chronicle, 2010. ISBN 978-0-8118-7408-3.

## Premis i nominacions

### Premis
- 1974: Globus d'Or a la millor actriu en sèrie de televisió musical o còmica per The Sonny and Cher Comedy Hour
- 2000: Grammy al millor enregistrament dance per "Believe"
- 2003: Primetime Emmy al millor programa especial de varietats, musical o còmic per Cher: The Farewell Tour

### Nominacions
- 1966: Grammy al millor nou artista per "All I Ever Need Is You"
- 1972: Primetime Emmy a la millor sèrie musical per The Sonny and Cher Comedy Hour
- 1972: Primetime Emmy al millor programa musical per The Sonny and Cher Comedy Hour
- 1972: Grammy a la millor interpretació pop vocal femenina per "Gypsys, Tramps & Thieves"
- 1972: Grammy a la millor interpretació per duet o banda amb veu per "All I Ever Need Is You"
- 1973: Primetime Emmy a la millor sèrie musical per The Sonny and Cher Comedy Hour
- 1974: Primetime Emmy a la millor sèrie musical per The Sonny and Cher Comedy Hour
- 1975: Primetime Emmy a la millor sèrie musical o còmica per Cher
- 2000: Primetime Emmy a la millor actriu en programa musical o de varietats per Cher: Live in Concert from Las Vegas
- 2000: Grammy a la gravació de l'any per "Believe"
- 2000: Grammy al millor àlbum pop vocal per "Believe"
- 2004: Grammy al millor enregistrament dance per "Love One Another"